# Xhosa
Los xhosa (pronunciaciónⓘ; o también, en español, xosas) son un grupo étnico sudafricano que habla el idioma xhosa (o IsiXhosa), una de las 11 lenguas oficiales de Sudáfrica. Tienen su origen en el antiguo pueblo Nguni, procedente originalmente de África central, hasta que emigraron hacia el sur donde se encontraron con los Khoisan: allí ambos pueblos convivieron durante siglos, generándose una cultura propia que acabaría asentándose en la costa sur sudafricana.

## Economía y sociedad
La sociedad de los Xhosa es jerárquica en función de edad y sexo, normalmente los niños son los que ocupan la posición más débil, luego les precederían las mujeres y en la cúspide están los hombres, considerados por encima de la mujer. El nombre de los hijos será siempre elegido por algún hombre como el padre o abuelo, contando con un significado especial, mientras que la mujer una vez casada recibe un nuevo nombre por parte de su suegra. Mediante un rito de paso de niño a adulto estos son circuncidados, los Xhosa son los únicos Nguni que practican la circuncisión (los Zulú la practicaron durante un breve periodo). Es importante recalcar que en muchos casos esta práctica puede acarrearles problemas porque no se efectúa de una manera demasiado higiénica o apropiada según la medicina moderna, a partir de aquí los niños pasarán a considerarse adultos y podrán casarse. Sobre el matrimonio, es importante pensar que normalmente es el hombre quien elige a su posible futura esposa, deberá hablar con su familia para considerar si la mujer es conveniente o no, en caso afirmativo comienzan las negociaciones entre familias, indicando las intenciones del interesado a la familia de la mujer. La negociación consistirá en el pago que la familia de la novia recibirá (más en función de la proveniencia de la familia, riqueza…) y se pagará en animales, normalmente vacas, o su equivalente en dinero. Una vez llegados al acuerdo, la novia es “secuestrada” por la familia del novio y podrán considerarse como casados, pudiendo formar una nueva familia. Los Xhosa y otros indígenas de Sudáfrica cultivaban sorgo, anea, mijo, calabazas, melones y todo tipo de hortalizas. Predomina el ganado vacuno y el ovino y hay división del trabajo por géneros, en definitiva presentaban una economía agro pastoril. La introducción del dinero propició diversos cambios en las relaciones de la sociedad xhosa, estableciéndose un modelo productivo más asociado al capitalista, esto ha cambiado las relaciones de parentesco trayendo como consecuencia un aumento demográfico. Los xhosa fueron servidores domésticos y agrarios, a veces esclavos para los británicos. A mediados del siglo XIX Nongqawuse, una joven xhosa, profetizó que quemar el ganado y la tierra haría que los blancos se fuesen. Aquel evento trajo una hambruna a la que se sumaron las epidemias de ganado de la época, y que causó la muerte de entre 20000 y 40000 xhosa. La destrucción de este sector ganadero hizo a los Xhosa emigrar a la minería y otros sectores, lo que les integró en una economía capitalista manteniendo unas condiciones paupérrimas y discriminatorias. En las ciudades donde se asentaban los blancos, vivían ilegalmente y eran subestimados en número por la administración para no gastar tanto en servicios públicos. La ciudad, entre la que destaca Cape Town, les resultaba tan hostil que no desarrollaron sentimiento de identidad hacia ella, enfocándose al pueblo del que proceden.

## La lengua xhosa
El idioma Xhosa es uno de los cientos de idiomas que forman parte de la familia Bantú, propia del África subsahariana. El idioma toma sonidos de “cliqueo” propios de los Khoisan como característica propia: de hecho los idiomas Nguni son los únicos idiomas del grupo bantú que utilizan este sistema de cliqueo, asemejándose a una “K” para nosotros. Este idioma contiene aproximadamente un 15 % de vocabulario proveniente del Khoisan, y toma además muchos préstamos del inglés. El xhosa se habla sobre todo en la zona sureste de Sudáfrica, zona propia del pueblo Xhosa, y es hablado por aproximadamente el 18 % de la población sudafricana. Es bastante inteligible con el Zulú y Sotho, cercanos geográfica y étnicamente a los Xhosa. 4
Durante el apartheid se impuso una educación separada según lengua materna, lo que, paradójicamente, potenció una conciencia racial ya existente entre la población negra. Después de la caída del régimen con sus sistemas educativos, el inglés adquirió más fuerza ya que se tendió a pensar entre los negros que había que enseñar este idioma a sus hijos porque los propios no abrían tantas oportunidades. Además los colegios para negros eran vistos como caóticos, poco disciplinados y masificados, por lo que escogían los que priorizaban el inglés. Esto podría desembocar en una pérdida de identidad por parte de los grupos Xhosa actuales, ya que el idioma es una de las primarias señas identitarias, no solo para el grupo xhosa en concreto. Todo esto pese a que se promulgó en la década de los 90 un sistema educativo para promover las lenguas con colegios para todas las etnias, resultando no del todo eficaces. En el propio ámbito doméstico, el inglés ha ido sustituyendo al xhosa. Un 39 % de los padres solo usan Xhosa con sus hijos, un 12 % solo inglés y un 51 % usan los dos. 8

## Aspectos religiosos
Los ritos son muy importantes en la cultura Xhosa, esto combinado con su mayor culto, los antepasados, resalta la importancia del rito funerario. Para los Xhosa el culto a los antepasados era importante pues consideraban que estos eran los intermediarios entre el dios supremo y ellos mismos. Este dios que creó todo era llamado uQamata o umDali, también es llamado uThixo, el primer ancestro, y de quien el resto de antepasados obtienen su poder para influir en la vida cotidiana de los vivos. Éstos obtendrán una buena vida si respetan a sus antepasados, o sufrimiento si los ignoran. Por ello es tan importante el rito funerario, en el que el objetivo principal es representar al muerto como digno. Los ritos para ello comienzan con el jefe local o su representante iniciando el proceso. Se pretende que se mantengan los lazos entre el muerto y familiares para que pueda representarse este como antepasado (muchas veces en sueños, muy importantes para los Xhosa). Se suele sacrificar un animal, más grande en función de cuán importante era la persona socialmente. También se solía pasar por un periodo de duelo en el que los familiares se afeitaban la cabeza, además de un proceso de “limpieza” donde se retira la ropa del difunto y sus materiales o mantas son limpiados. Otros datos importantes es la inexistencia de castigo en el más allá por tus actos en la tierra o la creencia en la brujería, siendo muchas mujeres acusadas de ello. 3
También vemos una fuerte importancia en los ritos de paso como comentábamos en el apartado de sociedad. Por ejemplo al nacer se realiza una especie de rito de presentación del bebé, y quizá el rito más importante es el de paso de niño a adulto. Este paso lo inicia el padre con su decisión de cuando está preparado su hijo para realizarlo, una vez decidido el niño pasará aislado seis semanas donde recibirá importante instrucción sobre su pueblo y antepasados por parte de otros ancianos de la tribu (siempre de forma oral). Es muy importante para ellos conocer bien todo lo referente a la tribu y sus costumbres. Hoy en día un 75 % de los Xhosa se considera cristiano (especialmente protestantes), y un 25 % sigue manteniendo la religión animista tradicional. De los que son llamados cristianos, muchos en realidad presentan rasgos sincréticos con la religión animista. El cristianismo se impone primero mediante misiones evangelizadoras de las iglesias, de particulares y de la administración, especialmente a partir del siglo XIX con más fuerza, aunque Sudáfrica es uno de los lugares de África con presencia misionera más antigua, introducida por los holandeses en el siglo XVII. El metodismo, una variante cristiana anglo-sajona pero con cierto rechazo a la discriminación racial y flexibilidad de culto gozó de buena acogida. 1
El apartheid desarrolló iglesias negras separadas, entre las cuales se usaban oraciones en xhosa, lo que también ayudó a la pervivencia de la lengua. Las diferentes iglesias han jugado un papel clave tanto en la creación de un pensamiento que justificase el racismo como de uno que lo criticase. Los xhosa acogieron el cristianismo a partir de las debacles bélicas, epidémicas y de subsistencia. Estas les golpearon tras la llegada de los europeos. Su religión original presentaba similitudes con el cristianismo (como una deidad principal y ritos ceremoniales), pero este fue rechazado inicialmente.